# 352 a.C.

## Eventos
- 107a olimpíada: Micrinas de Tarento, vencedor do estádio.[1]
- Caio Márcio Rutilo, pela segunda vez, e Públio Valério Publícola, cônsules romanos.
- Caio Júlio Julo é nomeado ditador e escolhe Lúcio Emílio Mamercino como seu mestre da cavalaria.